# 37-й домобранский Гружский пехотный полк
37-й домобранский Гружский пехотный полк (нем. k.k. 37. Landwehrinfanterieregiment Gravosa, хорв. 37. domobranska pješačka pukovnija Gruž, словен. Cesarsko-kraljevi deželnobrambovski pehotni polk št. 37) — пехотный полк Австрийского ландвера (ополчения вооружённых сил Австро-Венгрии). Штаб-квартира полка располагалась в Груже, квартале Дубровника.

## История

### Основание
Образован в 1906 году вследствие военной реформы и реорганизации ополчения Австро-Венгрии. До 1911 года два батальона этого полка располагались в Дубровнике, а третий базировался в Дженовичах (в 1911 году переведён в Котор). Совместно с 23-м домобранским пехотным полком и полками из Тироля и Каринтии 37-й полк относился к горнострелковым.

### Структура
Полк был оснащён оружием для ведения боя в горной местности и обучен всем правилам подобных сражений и кампаний. Солдаты данного полка носили специальную военную форму «спортивного покроя», которая подходила для походов в горы. Неотъемлемой частью формы и снабжения были зимние плащи, альпинистское снаряжение, очки для защиты от снега и утеплённые сапоги.

### Состав
Полк укомплектовывался преимущественно выходцами из Далмации: до 82% личного состава полка составляли хорваты и сербы, остальные нации — 18%.

### Служба в Первую мировую войну
Полк был отправлен в Боснию, а оттуда в Сербию в самом начале войны: он подчинялся 4-й горной бригаде, входившей в 18-ю пехотную дивизию и 16-й корпус. С конца 1914 года по май 1915 года полк располагался во Власенице, а в октябре отбыл на Итальянский фронт и осел в Горице. 22 ноября 1915 совместно с 17-м Краньским и 23-м Зарским домобранскими полками отбивал атаку итальянских войск, благодаря чему был упомянут в рапорте командованию.
Несколько раз 37-й полк участвовал в боях за Изонцо: во время Шестой битвы три роты 3-го батальона полка держали местечко Саботин 6 августа 1916, но вынуждены были отступить, и итальянцы захватили местечко всего за 40 минут, а 3-й батальон оставил свои позиции последним, сдав итальянцам Солкан
В мае 1917 года после реформ императора Карла I вместо понятий «ландвер» и «домобранство» стало упоминаться понятие «шутцен» (нем. Schützen), и тем самым домобранский полк стал называться 37 Schützen-Regimenter Gravosa (или 37-й Гружский стрелковый полк). Во время одиннадцатой битвы за Изонцо 27 октября 1917 полк отбил наступление итальянцев к востоку от Ауцце.

## Командиры
- полковник Карл Вальтер (1907–1911)
- полковник Йозеф Габердитц (1912)
- полковник Франц Гроссманн (1912–1914)